# Stazione di Codigoro
Stazione di Codigoro vasútállomás Olaszországban, Codigoro településen.

## Vasútvonalak
Az állomást az alábbi vasútvonalak érintik:
- Ferrara–Codigoro-vasútvonal

## Kapcsolódó állomások
A vasútállomáshoz az alábbi állomások vannak a legközelebb:
- Stazione di Massafiscaglia (Stazione di Ferrara, Ferrara–Codigoro-vasútvonal)